# Onciale 0181
- Papyrus
- Onciale
- Minuscules
- Lectionnaire

Le Codex 0181, portant le numéro de référence 0181 (Gregory-Aland), est un manuscrit du Nouveau Testament sur parchemin écrit en écriture grecque onciale.

## Description
Le codex se compose d'une folio. Il est écrit en une colonne, de 26 lignes par colonne. Les dimensions du manuscrit sont 15 x 14 cm. Les paléographes datent ce manuscrit du IVe ou Ve siècle,.
C'est un manuscrit contenant le texte incomplet de l'Évangile selon Luc (9,59-10,14). 
Le texte du codex représenté est de type alexandrin. Kurt Aland le classe en Catégorie II. 
Lieu de conservation
Il est actuellement conservé à la Bibliothèque nationale autrichienne (Pap. G. 39778) de Vienne.